# Thomas Sauvin

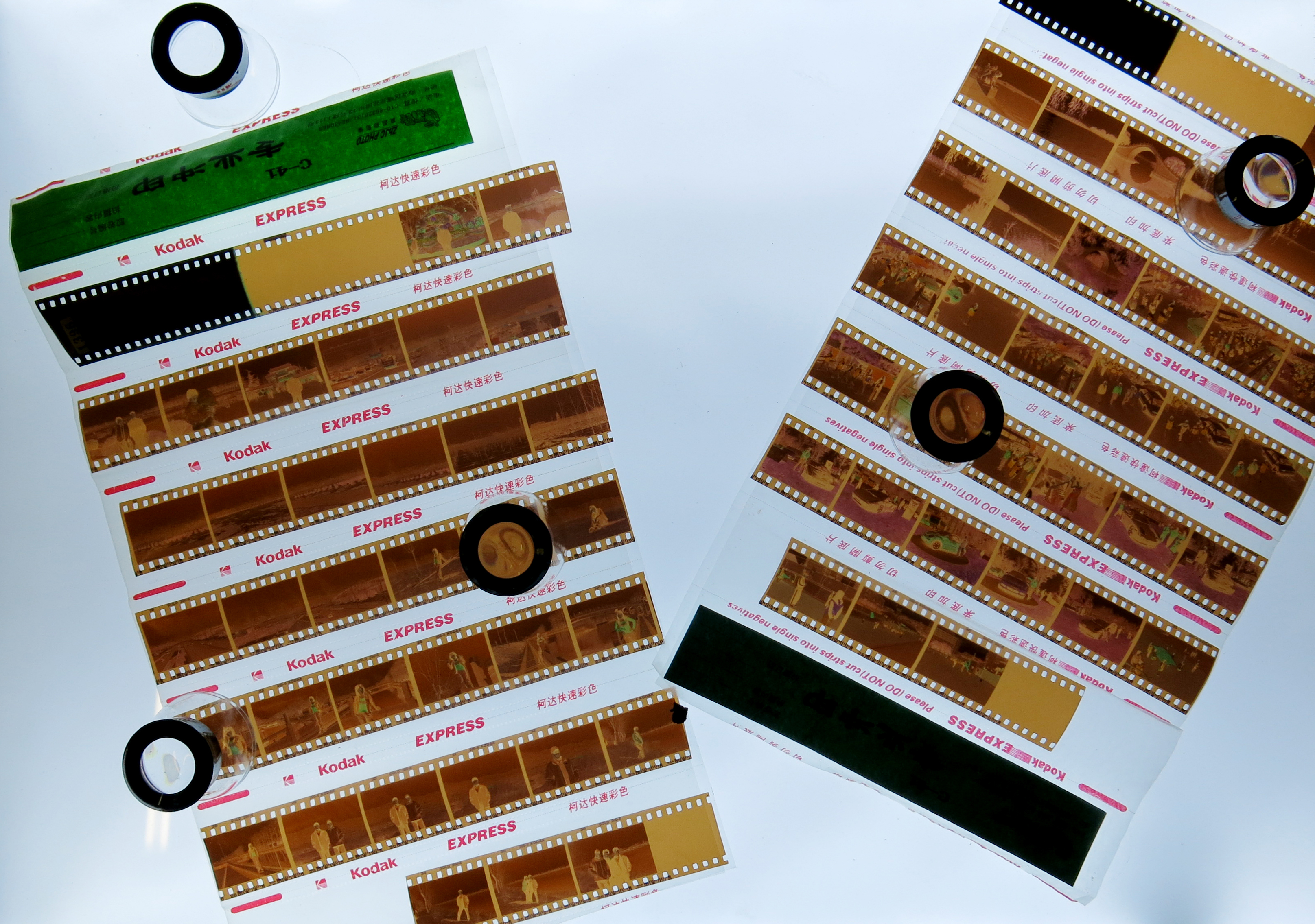
Negatives for the Silvermine Project

Thomas Sauvin ist ein französischer Sammler von Fotografien und Herausgeber, der in Peking lebt. Seit 2006 arbeitet er ausschließlich als Berater für das in Großbritannien sitzende unabhängige Archive of Modern Conflict, für die er Fotos zur Zeitgeschichte in China sammelt. Ein Blick in diese Sammlung gewährt der Fotoband Happy Tonite (2010).
2009 gründete er das Silvermine-Projekt und sammelte mehr als eine halbe Million meist anonyme Farbnegative, die zur Vernichtung bei einem Pekinger Recycling-Betrieb bestimmt waren. Sie decken einen Zeitraum von 20 Jahren von 1985 an ab, von der Zeit, als vorwiegend klassisches Filmmaterial in China verwendet wurde und Kameras in China weite Verbreitung fanden, bis zur Zeit um 2005, als die digitale Fotografie alles übernahm.
Sauvin stellte unter anderem auf dem Dali Photo Festival (China) aus, im Open City Museum in Brixen (Österreich) und auf dem Singapore International Photo Festival.